# Túnel Admiralty
El Túnel Admiralty (en inglés: Admiralty Tunnel) es un túnel en Gibraltar, un Territorio Británico de Ultramar.

## Descripción
El túnel fue utilizado con el propósito de traer la piedra de la zona este. Durante la Segunda Guerra Mundial el túnel contenía un centro de operaciones donde Dwight Eisenhower planeó la Operación Antorcha. El centro de operaciones es ahora (2017) utilizado para albergar un centro de datos. La nueva base naval se inició en 1893, pero desde hacía algún tiempo la piedra era traída por barco desde el lado oriental del puerto del peñón de Gibraltar en el lado oeste. El túnel permitía traer la piedra de las canteras en el lado este y ser llevada a través de un ferrocarril de vía estrecha para ayudar a construir la base naval en el lado oeste.